# Lohana
Lohana, aussi appelée Loharana et Lohrana, est une caste indienne (jati). Les Lohanas pensent descendre de Luva, fils de Rama, et de la dynastie Raghuvanshi. Ils se divisent en plusieurs groupes culturels distincts. Ainsi, il existe des différences significatives entre la culture, la langue, les professions et les sociétés des Lohanas Gujarati, Sindis, Kutchi, Baloutches et Pachtounes. 

## Histoire

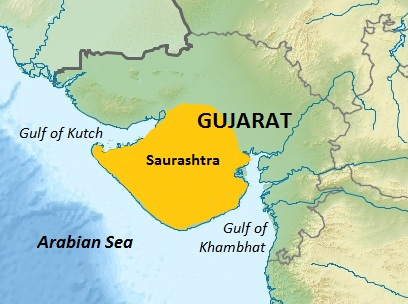
Les Lohanas gujarati sont originaires de la région de Saurashtra, dans l'état actuel du Gujarat, en Inde.

### Les  Lohanas Sindhi
Le Sindh tombe sous la domination musulmane de Muhammad bin Qasim après la défaite de Dahir en 711 de notre ère. Les hindous sont de plus en plus incités à la conversion à l'islam. À cette époque, Uderolal, un Lohana sindhi hindou également connu sous les noms de Jhulalal, Dariyalal et Jinda Pir, assume le commandement des hindous. De nos jours, Uderolal est vénéré à la fois par les Sindis et les soufis :  hindous et musulmans visitent le site de sa tombe. Pendant deux siècles après lui, les Lohanas vivent en sécurité. Pourtant, ils se retrouvent de plus en plus menacés et persécutés dans le Sindh en raison de leur identité hindoue. Ils migrent donc, principalement vers Kutch et Saurashtra.
Les Lohanas Sindhi sont divisés depuis en plusieurs groupes, parmi lesquels:
- Les Amils : souvent impliqués dans des emplois de bureau au gouvernement, travaillant, par exemple, dans des postes de collecteurs de recettes et d'autres postes de direction
- Les Bhaibands : principalement impliqués dans le commerce international et à l'intérieur du Sind avant  l'arrivée des Britanniques. Ils contribuent à développer la ville de Karachi [4]
- Les Sahitis : Ils travaillent dans le service gouvernemental comme dans le commerce, comme les deux groupes précédents.
- Les Ladii-Lohana (Ladii-Sindhi) : Traditionnellement, ce sont des agriculteurs et des propriétaires terriens dont les ancêtres pratiquent la culture du riz et construisent la communauté des hindous-sindis autour de Hyderabad, à Sindh. Ils laissent toutes leurs richesses  pendant la partition. Ils restent fidèles à l'identité et aux valeurs de leurs ancêtres même pendant toutes les escarmouches rencontrées pendant cette période (de 800 à 1800 sous notre ère) en raison des invasions continues.

## Société et culture
Les Lohanas suivent les rituels hindous et vénèrent des divinités hindoues telles que Krishna. Ils adorent les avatars de Vishnu tels que Rama et son épouse Sita et Krishna sous la forme de Shrinathj, ainsi que Shakti sous la forme de Ravirandal Mataji et Ambika. Les saints Jalaram Bapa et Yogi ji Maharaj du XIXe siècle attirent également de nombreux fidèles Lohana. Leurs principales divinités de clan sont Veer Dada Jashraj, Harkor Ba, Sindhvi Shree Sikotar Mata et Dariyalal. Cette communauté adore également le Soleil.

### Formation des communautés islamiques Khoja et Memon
D'après l'histoire orale de la communauté, le déclin de leur royaume commence après la mort de Veer Dada Jashraj.  Leur nom dérive de la ville de Lohargadh (/ Lohanpur / Lohkot) à Multan, d'où ils émigrent au XIIIe siècle après l'établissement de la domination musulmane.
Au 15e siècle, Pir Sadardin convertit certains Lohanas à la secte chiite de l'Islam Ismaili Nizari. L'émergence d'une tradition orale ismaélienne, qui incorpore des éléments religieux locaux (les ginans), joue un rôle dans la formation d'un nouveau groupement ethnique semblable à une caste. Ce groupe devient connu sous le nom de Khojas (de Khawaja), titre donné par Sadardin, qui se fond principalement dans la branche Nizari Ismaili de l'Islam chiite.
En 1422, Jam Rai Dan est chef de tribu dans le Sind pendant la dynastie Samma, converti à l'Islam par Sayad Eusuf-ud-Din. Il adopte le nom de Makrab Khan. À cette époque, Mankeji dirige 84 nukhs de Lohanas, à la cour de ce roi Samma. Le dirigeant et les Qadri le convainquent de se convertir à l'islam. Parmi 700 familles Lohana, 6 178 personnes se convertissent à Thatta, Sindh, et sont appelées Memons. Pourtant, tous les Lohanas ne se convertissent pas à l'islam.

## Diaspora
Des milliers de Gujaratis hindous quittent l'Inde entre 1880 et 1920 et migrent vers les colonies britanniques de la région des Grands Lacs africains en Ouganda, au Kenya et au Tanganyika . Certains proviennent des communautés Patidar et Lohana. À cette époque, cependant, une diaspora de la classe marchande de musulmans Gujarati a déjà lieu.
Les migrants Lohana en Afrique de l'Est, au nombre de 40 000 en 1970  viennent principalement des villes de Saurashtran, de Jamnagar et de Rajkot . De nombreux Lohanas ont créé des entreprises dans ces pays. Parmi les fondateurs peuvent être cités Nanji Kalidas Mehta et Muljibhai Madhvani,.
À la fin du 20e siècle, après l'indépendance des colonies britanniques, et en particulier après l'ordre d'expulsion d' Idi Amin pour les Sud-asiatiques en 1972, beaucoup de Lohanas migrent au Royaume-Uni, et certains aux États-Unis et au Canada . Au Royaume-Uni, la plus forte concentration de Lohanas et d'autres communautés hindoues gujarati se situe autour de la banlieue ouest de Londres de Wembley et Harrow, et de la ville de Leicester dans la région des East Midlands en Angleterre, .